# بوينغ كان
بوينغ كان هي محافظة في تايلاند، بلغ عدد سكانها 362٬754  نسمة، في 2010، عاصمتها Bueng Kan ‏، تبلغ مساحتها 4٬305٫0 كيلومتر مربع، رمزها البريدي هو 38.

## الموقع
تشترك في الحدود مع:
- محافظة نونغ خاي
- محافظة ساكون ناخون
- محافظة ناخون فانوم
- محافظة بوليخاماسي.

## التقسيمات الإدارية
- Mueang Bueng Kan district [الإنجليزية]‏[4]
- Phon Charoen district [الإنجليزية]‏[4]
- So Phisai district [الإنجليزية]‏[4]
- Seka district [الإنجليزية]‏[4]
- Pak Khat district [الإنجليزية]‏[4]
- Bueng Khong Long district [الإنجليزية]‏[4]
- Si Wilai district [الإنجليزية]‏[4]
- Bung Khla district [الإنجليزية]‏.[4]